# Marcelo Romero
Clever Marcelo Romero Silva (ur. 4 lipca 1976 roku w Montevideo) – urugwajski trener i piłkarz występujący na pozycji defensywnego pomocnika.

## Kariera klubowa
Marcelo Romero zawodową karierę rozpoczynał w 1994 roku w klubie Defensor Sporting. W 1996 roku przeniósł się do CA Peñarol. Początkowo pełnił tam rolę rezerwowego, jednak regularnie dostawał szanse gry. Razem z ekipą "Manyas" Urugwajczyk 2 razy sięgnął po mistrzostwo kraju – w 1997 i 1999 roku. Łącznie dla Peñarolu Romero rozegrał 84 ligowe pojedynki i strzelił 5 goli.
W 2001 roku Romero trafił do hiszpańskiego zespołu Málaga CF. W nowym klubie od razu wywalczył sobie tam miejsce w podstawowej jedenastce. W debiutanckim sezonie razez z drużyną zajął 10. miejsce w rozgrywkach Primera División. W linii pomocy grywał wówczas między innymi z takimi zawodnikami jak Chorwat Ivan Leko oraz Portugalczycy Edgar i Duda. W sezonie 2002/2003 urugwajski zawodnik zadebiutował w Pucharze UEFA, w którym Málaga dotarła do ćwierćfinału. Przez 6 sezonów spędzonych na Estadio La Rosaleda Romero grał między innymi u boku swoich rodaków – Darío Silvy, Diego Alonso, Richarda Moralesa oraz Oscara Javiera Moralesa. W barwach "Boquerones" wystąpił łącznie w 129 meczach i zdobył 4 bramki.
W 2008 roku Romero podpisał kontrakt z zespołem Lucena CF, jednak jeszcze w tym samym roku odszedł z drużyny i pozostał bez klubu. 4 lutego 2009 roku został członkiem amerykańskiej drużyny Carolina RailHawks i grał w niej do kwietnia tego samego roku.

## Kariera reprezentacyjna
W reprezentacji Urugwaju Romero zadebiutował 20 września 1995 roku w przegranym 1:3 meczu przeciwko Izraelowi. W 2002 roku Marcelo został powołany przez Víctora Púę na Mistrzostwa Świata w Korei Południowej i Japonii. Na mundialu tym "Charrúas" zajęli 3. miejsce w swojej grupie i odpadli z turnieju. Sam Romero na mistrzostwach rozegrał 2 spotkania. W pojedynku z Francją w 71. minucie został zmieniony przez Gonzalo de los Santosa, a w meczu przeciwko Senegalowi w 46. minucie zastąpił go Richard Morales. Łącznie dla drużyny narodowej Romero rozegrał 25 spotkań.

## Kariera trenerska
W latach 2014–2016 pełnił funkcję asystenta trenera w hiszpańskim klubie Málaga CF. 28 grudnia 2016 roku objął funkcję pierwszego trenera w Málaga CF. 7 marca 2017 roku został zwolniony z funkcji trenera Málagi.